# FIFA-WM-Pokal

FIFA-WM-Pokal

Der FIFA-WM-Pokal (englisch FIFA World Cup Trophy) ist die Siegestrophäe der Fußball-Weltmeisterschaften seit 1974. Er ist der Nachfolger des Jules-Rimet-Pokals, der von 1930 bis 1970 vergeben wurde.

## Hintergrund
Nachdem der Jules-Rimet-Pokal mit dem dritten Titelgewinn Brasiliens 1970 dauerhaft in den Besitz des brasilianischen Fußballverbandes übergangen war (später wurde er gestohlen und mutmaßlich eingeschmolzen), ließ die FIFA eine neue WM-Trophäe entwerfen. Den Zuschlag erhielt der italienische Bildhauer Silvio Gazzaniga, der die Goldstatue 1971 entwarf. Hergestellt wurde sie 1973 von der Mailänder Gold- und Silberschmiedewerkstatt GDE S. r. l. (Bertoni Milano). Bei der Auslosung für die WM 1974 in Frankfurt am Main wurde sie erstmals der Öffentlichkeit vorgestellt.
2005 wurde die Statue vom Hersteller generalüberholt. Die Malachit-Ringe, die brüchig waren, wurden ersetzt und die Goldflächen der Kontinente auf der Erdkugel poliert.
Seitdem wird der Pokal vor jeder WM auf einer mehrmonatigen Weltreise und anschließend im Gastgeberland präsentiert. Die erste „FIFA World Cup Trophy Tour“ führte Anfang 2006 drei Monate durch die ganze Welt und im April 2006 ins Gastgeberland Deutschland, wo über 100.000 Menschen die Trophäe besichtigten. Vom 21. September 2009 bis zum 2. Mai 2010 ging der Pokal auf eine 225 Tage und 134.000 Kilometer lange Weltreise durch 91 Städte in 84 Ländern. Anschließend ging er auf Reise durch Städte und Townships in Südafrika. Beim dritten Mal führte die Tour – beginnend am 12. September 2013 in Rio de Janeiro – für 267 Tage durch 88 Länder. Die Gesamtdistanz betrug diesmal 149.577 Kilometer.
Laut Angaben der FIFA darf der Pokal nur von einem ausgewählten Kreis von Menschen berührt und gehalten werden (darunter Gewinner von Fifa-Fußball-Weltmeisterschaften und Staatsoberhäupter).

## Gestaltung und Gravuren
Die flaschengroße Goldstatue stellt zwei triumphierende Fußballspieler dar, die zwischen ihren ausgestreckten Armen gemeinsam eine Weltkugel halten. Sie ist kein Pokal im eigentlichen Sinn, da man nicht daraus trinken kann. Die Trophäe ist 36,8 cm hoch und wiegt 6175 g, davon ca. 4631 g 18-karätiges Gold (750/1000 Goldanteil/Gesamtgewicht). Aus massivem Gold gefertigt wäre sie deutlich schwerer, so dass davon auszugehen ist, dass die Trophäe innen hohl ist. Auf dem runden Sockel sind zwei Kränze aus Malachit-Halbedelsteinen eingelegt. Dazwischen befinden sich die Aufschrift FIFA World Cup und 17 Flächen, die ursprünglich für die Gravuren der Weltmeister vorgesehen waren.
Die Titelträger mit Jahreszahl werden jedoch auf der Unterseite der runden Standfläche der Originaltrophäe eingraviert. Von 1974 bis 2014 wurden die Weltmeister und Jahreszahlen in vertikaler Reihenfolge aufgelistet, somit wäre Platz für insgesamt 17 Einträge gewesen, voraussichtlich also bis zur WM 2038. Um mehr Platz zu schaffen, wurde deshalb nach der WM 2014 eine neue Bodenplatte gefertigt, auf der die Gravuren nun ringförmig angeordnet sind. Der verbleibende Platz für die kommenden Einträge variiert damit auch je nach Länge des Namens der Länder, die Weltmeister werden. Die Gravuren sind in der Landessprache des jeweiligen Weltmeisters verfasst, z. B. 1974 DEUTSCHLAND oder 2006 ITALIA. Einzige Abweichung auf der alten Unterseite war die Gravur für den Titelgewinn Spaniens im Jahr 2010. Sie war auf Englisch verfasst und lautete 2010 Spain. In der neuen Gravur wurde dies korrigiert (2010 ESPAÑA). 
Die Nachbildungen für die Weltmeister tragen dagegen auf den Rückseiten ihrer Sockel eine Platte mit der Bezeichnung des Turniers, der Jahreszahl und des Weltmeisters. Für die bis 2002 vergebenen Exemplare wurde diese Platte nachträglich angebracht.

## Exemplare
Das Original wird im 2016 eröffneten FIFA Museum in Zürich verwahrt. Im Gegensatz zu seinem Vorläufer, dem Jules-Rimet-Pokal, der nach dreimaligem Meisterschaftsgewinn dauerhaft an Brasilien ging, bleibt die neue Trophäe nach dem Reglement Eigentum der FIFA. Der amtierende Weltmeister erhält seit 2006 im Anschluss an die Siegesfeier mit dem Original spätestens zur Abreise eine vergoldete Nachbildung aus Bronze. Auch die Nachbildung bleibt ein vom Weltmeister verwahrtes Eigentum der FIFA und muss auf Verlangen zurückgegeben werden. Bis 2002 durfte der Weltmeister das Original noch vier Jahre lang verwahren, bevor er zum neuen Turnier eine Nachbildung erhielt.
Als einzige Privatperson besaß der 2014 verstorbene Unternehmer Rolf Deyhle eine Replik des Pokals in Originalgröße. Er erhielt das Exemplar 1979 in Anerkennung seiner Verdienste um den Weltfußballverband – Deyhle hatte unter anderem das FIFA-Logo entworfen.

## Wert
Neben einer großen ideellen Bedeutung hat die Trophäe auch einen hohen materiellen Wert. Lagen die Materialkosten bei Herstellung 1973 noch bei knapp 5.000 US-Dollar, beträgt der heutige Materialwert etwa 332.000 Euro, weil seitdem der Goldpreis stark gestiegen ist (Stand 20. März 2025).

## Gewinner
- 1974  BR Deutschland
- 1978  Argentinien
- 1982  Italien
- 1986  Argentinien
- 1990  BR Deutschland
- 1994  Brasilien
- 1998  Frankreich
- 2002  Brasilien
- 2006  Italien
- 2010  Spanien
- 2014  Deutschland
- 2018  Frankreich
- 2022  Argentinien

Somit sind Deutschland und Argentinien mit jeweils drei Siegen die häufigsten Gewinner dieses Pokals, dahinter folgen mit jeweils zwei Siegen Italien, Brasilien und Frankreich. Einmal durfte ihn die spanische Nationalmannschaft in den Händen halten. Der Pokal ging insgesamt achtmal nach Europa und fünfmal nach Südamerika.